# Alan la Zouche, 1. Baron la Zouche of Ashby
Alan la Zouche, 1. Baron la Zouche of Ashby (* 9. Oktober 1267; † um 25. März 1314) war ein englischer Adliger.

## Herkunft, Erbe und Teilnahme am Krieg gegen Schottland
Alan la Zouche entstammte der Familie Zouche. Er war der älteste Sohn von Roger la Zouche und von Ela de Longespée, einer Tochter von Stephen Longespée und Emeline de Ridelsford. Beim Tod seines Vaters im Oktober 1285 erbte er dessen Besitzungen, darunter Ashby-de-la-Zouch in Leicestershire. Zu seinem Erbe gehörten auch umfangreiche Besitzungen in Schottland, die seine Großmutter Helen de Quincy, eine der Töchter von Roger de Quincy, 2. Earl of Winchester geerbt hatte. Ab 1296 kam es zu einem langwierigen Krieg zwischen England und Schottland, an dem Zouche auf englischer Seite teilnahm. Dabei kämpfte er 1298 während der Schlacht von Falkirk in der englischen Vorhut. Als jedoch der schottische König Robert I. ab 1306 nach und nach die Engländer aus Schottland zurückdrängte, wurden Zouches schottische Besitzungen beschlagnahmt und schließlich für verwirkt erklärt.

## Dienst als Verwalter und Richter für die englische Krone
In England wurde Zouche am 5. Februar 1299 als Baron Zouche in das englische Parlament berufen. Von Februar 1312 bis Februar 1314 diente er als Verwalter der königlichen Wälder zwischen Oxford und Stamford Bridge sowie als Constable von Rockingham Castle. Am 26. Dezember 1313 beauftragte ihn der König, zusammen mit John Grey und John Wogan über den Anspruch von Gruffudd de la Pole auf die Baronie Powis zu entscheiden. Da er jedoch auch im Dienst von John Charlton stand, der ebenfalls Powis beanspruchte, bezweifelte de la Pole die Unparteilichkeit von Zouche und beantragte erfolgreich die Ernennung neuer Richter.

## Ehe und Nachkommen
Zouche hatte Eleanor de Segrave, eine Tochter von Nicholas Seagrave, 1. Baron Seagrave und von dessen Frau Matilda geheiratet. Mit ihr hatte er mehrere Kinder, darunter:
- Ellen la Zouche (um 1288–1334), ⚭ (1) Nicholas de St. Maur, 1. Baron St. Maur, ⚭ (2) Sir Alan de Cherleton
- Maude la Zouche (um 1290–1349) ⚭ Robert de Holand, 1. Baron Holand
- Elizabeth la Zouche (* um 1294)

Da er ohne männliche Nachkommen starb, fiel bei seinem Tod sein Titel in Abeyance. Bereits 1304 hatte er William de Mortimer, den Sohn seiner Cousine Joyce la Zouche zu seinem Haupterben eingesetzt.